# Исторически музей (Малко Търново)
Исторически музей „Проф. Александър Фол“ в Малко Търново е създаден през 1983 г.
Експозицията му е разположена в 4 къщи с типична възрожденска архитектура, паметници на културата. Обект на историческия музей в Малко Търново е и мемориалният национален паметник Петрова нива.

## История
Преди създаването на музея местни учители създават училищна сбирка от археологически материали. Експозиция, посветена на Илинденско-Преображенското въстание е уредена в читалището. Предметите открити по време на водената от проф. Александър Фол експедиция „Странджа“, и тези от уредените експозиции, дават основата на исторически музей. Музеят е създаден на 23 август 1983 г. като „Музеен комплекс Странджа“. През 2002 г. е преструктуриран в Общински исторически музей. От 23 септември 2013 г. музеят носи името на проф. Александър Фол.

## Експозиция
Музеят обхваща четири странджански възрожденски къщи, принадлежащи на търговските фамилии Дякови и Илиеви от края на 19 в. В музея се представят шест експозиции. В експозициите е нарушен традиционният способ на експониране в строго следване на хронологическия ред. То е осъществено тематично и с акцентуване само на събитията и явленията, които са характерни за странджанския регион. Представя се материалната и духовна култура на местното население от периода Х-ІХ век пр.н.е. до наши дни. Към историческия музей функционира килимарска работилница, където се предлагат демонстрации на тъкане на автентичен стан.

### Археологическа
По-голямата част от експонатите са открити при водената от проф. Александър Фол програма „Странджа-Сакар“. В негова памет е представена документална изложба в музея. Епиграфските паметници са подредени в лапидариум в двора на музея. Тук могат да се видят мраморни надгробни плочи, жертвеници, колони с гръцки надписи и мраморна статуя на римска девойка, два фронтона от тракийска куполна гробница, керамика.

### Историческа
В тази експозиция се представя новата история на Малко Търново и историята на Илинденско-Преображенското въстание от 1903 г. Националноосвободителното движение е представено чрез автентични снимки, документи и оръжия, свързани с въстанието.

### Етнографска
Етнографската експозиция е уредена през 2010 г. в къщата на един от идеолозите на Илинденско-Преображенското въстание капитан Стамат Икономов. В нея са събрани автентични предмети и облекла за източнорупската етнографска област.

### Нематериално културно наследство
Експозиция „Нематериално културно наследство“ е създадена във връзка с включването на нестинарството, на 30 септември 2009 г. в списъка на ЮНЕСКО за нематериално културно наследство. В нея се представя цялостна информация нестинарството и другите специфични странджански обичаи и обреди, спадащи към нематериалното културно наследство на Странджа планина – Филек, Паликош, Бял кукер, летни панагири. Нестинарството е представено чрез филми за нестинарството и летния обреден календар на нестинарската общност. Експозицията е озвучена с автентични мелодии от Странджа.

### Художествена
В художествената експозиция се представя иконна живопис от няколко икони от XIX век, дело на местни майстори. Те се отличават от всички други български икони с приглушения си колорит, в който преобладава тъмно зеления цвят.

### Природна
В Природната сбирка е представена странджанската природа. По интерактивен начин е представено природното богатство на
Странджа. Част от атракциите са – телефонна кабина, чрез която могат да се прослушват издавани от птиците звуци, разпознаване на дървесните видове, характерни за Странджа по кората им. Чрез два дървени пъзела може да се нареди картата на Странджа или да се направи хранителна верига. В „тъмната стая“ е представен нощният живот на странджанския регион, могат да се чуят гласовете на нощните обитатели на гората, вятъра и шума на реката.

## Туризъм
Историческият музей е част от 100-те национални туристически обекта на Българския туристически съюз. Намира се под № 8, заедно с историческата местност Петрова нива и археологическият музей в Созопол.